# Schwarzrückenkolibri
Der Schwarzrückenkolibri (Ramphomicron dorsale), manchmal auch Schwarzer Kurzschnabelkolibri genannt, ist eine Vogelart aus der Familie der Kolibris (Trochilidae), die in Kolumbien in der Sierra Nevada de Santa Marta endemisch ist. Der Bestand wird von der IUCN als „stark gefährdet“ (endangered) eingeschätzt.

## Merkmale

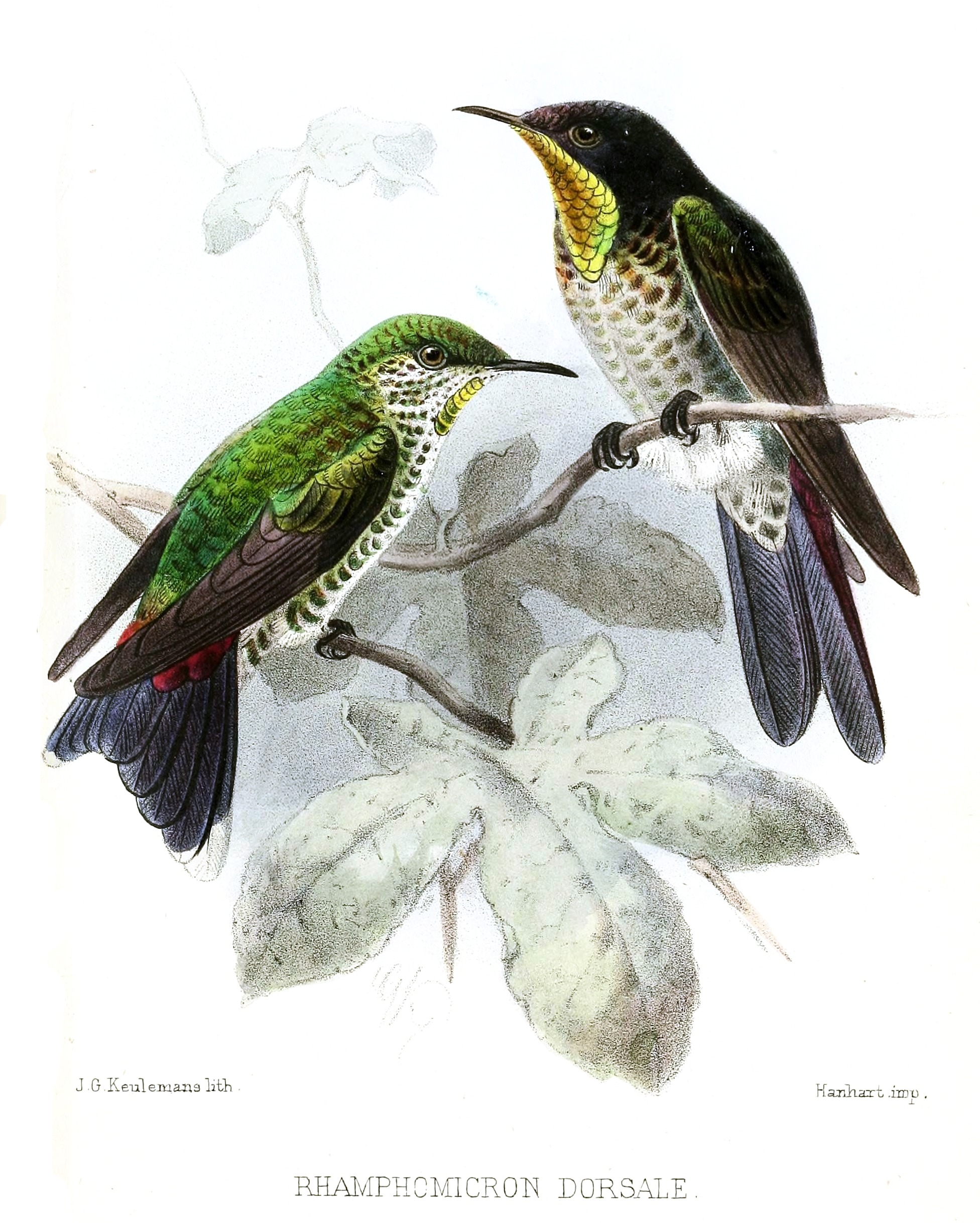
Schwarzrückenkolibri gemalt von John Gerrard Keulemans. Links Weibchen, rechts Männchen.

Der Schwarzrückenkolibri erreicht eine Körperlänge von etwa 9 bis 10 cm bei einem Gewicht von ca. 3,5 g. Das Männchen hat einen sehr kurzen, leicht gebogenen schwarzen Schnabel. Die Oberseite ist samtschwarz mit einem weißen Fleck hinter dem Auge. Die Spitzen der Oberschwanzdecken sind violett-bronzefarben. Der Kehlkragen ist olivgrün, der Rest der Unterseite dunkel-grau mit rotbrauner Mischung und grünen Pailletten-artigen Flecken. Der violett-schwarze Schwanz ist mittellang und tief gegabelt. Die äußeren Steuerfedern sind etwas breiter. Das Weibchen schimmert an der Oberseite grasgrün. Die Oberschwanzdecken sind gleich wie beim Männchen. Die Unterseite ist gelbbraun mit einigen grünen Flecken. Der Schwanz ähnelt dem des Männchens, ist aber etwas kürzer. Die äußeren Steuerfedern haben weiße Spitzen.

## Verhalten und Ernährung
Der Schwarzrückenkolibri bezieht seinen Nektar von Heidekrautgewächsen, Korallenbäumen, Glockenblumengewächsen, Schwarzmundgewächsen, Puya, Rötegewächsen und Salbei. Meist klammert er sich bei der Nektaraufnahme an die Pflanze. Insekten werden von den Blättern abgesammelt oder in der Luft gejagt. Sein Futter sucht er sich von den unteren Straten bis in die Baumkronen.

## Lautäußerungen
Der Gesang des Schwarzrückenkolibris ist wenig erforscht. Seine Laute beinhalten kurze, trockene, rasselnde trrr-Töne, die er in Intervallen wiederholt. Außerdem gibt er ein langes, abnehmendes Rasseln von sich, welches mit wenigen einzelnen tsi-tttrrrrrrrr-tsi-Tönen endet. Auch einzelne tsi-Laute sind von ihm zu hören.

## Fortpflanzung
Die Brutbiologie des Schwarzrückenkolibris ist bisher nicht erforscht, bzw. es liegen keine Daten dazu vor.

## Verbreitung und Lebensraum

Verbreitungsgebiet des Schwarzrückenkolibris

Der Schwarzrückenkolibri bevorzugt die Ränder von feuchten Elfenwäldern und Páramo in Höhenlagen von 2000 Metern bis zur Schneegrenze in 4500 Metern.

## Etymologie und Forschungsgeschichte
Die Erstbeschreibung des Schwarzrückenkolibris erfolgte 1880 durch Osbert Salvin und Frederick DuCane Godman unter dem wissenschaftlichen Namen Ramphomicron dorsale. Das Typusexemplar wurde von Frederic A. A. Simons in Sierra Nevada de Santa Marta gesammelt. Bereits 1850 führte Charles Lucien Jules Laurent Bonaparte die Gattung Ramphomicron ein. Ramphomicron leitet sich aus den griechischen Wörtern ῥάμφος rhámphos für „Schnabel“ und  mikrón für „klein“ ab. Der Artname dorsale leitet sich vom lateinischen dorsualis, dorsum für „dorsal, Rücken“ ab.